# São Facundo e Vale das Mós
São Facundo e Vale das Mós (llamada oficialmente União das Freguesias de São Facundo e Vale das Mós) es una freguesia portuguesa del municipio de Abrantes, distrito de Santarém.

## Historia
Fue creada el 28 de febrero de 2013 en aplicación de una resolución de la Asamblea de la República de Portugal, promulgada el 16 de enero de 2013 con la unión de las freguesias de São Facundo y Vale das Mós, estando situada su sede en la antigua freguesia de São Facundo.

## Demografía
| Gráfica de evolución demográfica de São Facundo e Vale das Mós entre 2011 y 2021 |
|                                                                                  |
| Datos según el nomenclátor publicado por el INE portugués.                       |